# Indocalamus suichuanensis
Indocalamus suichuanensis är en gräsart som beskrevs av Tong Pei Yi och Y.H.Guo. Indocalamus suichuanensis ingår i släktet Indocalamus och familjen gräs. Inga underarter finns listade i Catalogue of Life.